# Maurice Larrouy
Maurice Larrouy era un tirador francés que compitió en a fines del siglo XIX y principios del siglo XX en el tiro con pistola. Participó en los Juegos Olímpicos de París 1900 y ganó la medalla de oro en el tiro con pistola a 25 metros.